# Filip Starzyński (piłkarz)
Filip Starzyński (ur. 27 maja 1991 w Szczecinie) – polski piłkarz występujący na pozycji pomocnika, były reprezentant Polski. Uczestnik Mistrzostw Europy 2016.

## Kariera klubowa

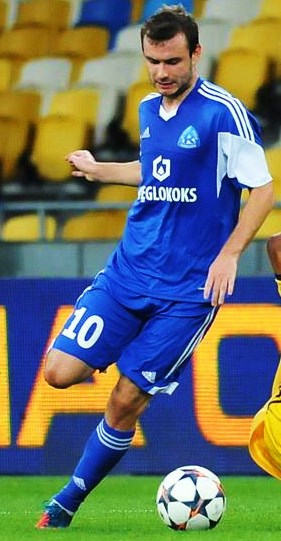
Starzyński w 2014 roku

Starzyński rozpoczynał swoją karierę w juniorskiej sekcji Wichra Przelewice. Następnie trafił przez Sokół Pyrzyce do młodzieżowej drużyny Salosu Szczecin. W latach 2009–2010 występował w młodzieżowej drużynie Ruchu Chorzów. W latach 2011–2015 występował w pierwszej drużynie Ruchu Chorzów. Debiut w Ekstraklasie zaliczył 24 lutego 2012, w meczu z Lechem Poznań. 26 czerwca 2015 podpisał kontrakt z belgijskim klubem KSC Lokeren.

## Kariera reprezentacyjna
W grudniu 2013 otrzymał powołanie do reprezentacji Polski od selekcjonera Adama Nawałki na zgrupowanie w Zjednoczonych Emiratach Arabskich (14-22 stycznia 2014, Abu Zabi). Zadebiutował 7 września 2014 w wygranym 7:0 meczu z Gibraltarem, inaugurującym eliminacje Mistrzostw Europy.

## Statystyki

### Klubowe
| Klub                  | Sezon              | Liga               | Liga  | Liga   | Puchar kraju | Puchar kraju | Europa | Europa | Suma  | Suma   |
| Klub                  | Sezon              | Liga               | Mecze | Bramki | Mecze        | Bramki       | Mecze  | Bramki | Mecze | Bramki |
| --------------------- | ------------------ | ------------------ | ----- | ------ | ------------ | ------------ | ------ | ------ | ----- | ------ |
| Ruch Chorzów          | 2011/12            | Ekstraklasa        | 3     | 0      | 2            | 0            | –      | –      | 5     | 0      |
| Ruch Chorzów          | 2012/13            | Ekstraklasa        | 28    | 3      | 6            | 1            | 3      | 0      | 37    | 4      |
| Ruch Chorzów          | 2013/14            | Ekstraklasa        | 34    | 10     | 1            | 0            | –      | –      | 35    | 10     |
| Ruch Chorzów          | 2014/15            | Ekstraklasa        | 36    | 8      | 1            | 1            | 6      | 1      | 43    | 10     |
| Ruch Chorzów          | Ogólnie            | Ogólnie            | 101   | 21     | 10           | 2            | 9      | 1      | 120   | 24     |
| Lokeren               | 2015/16            | Eerste klasse      | 9     | 0      | 1            | 1            | –      | –      | 10    | 1      |
| Zagłębie Lubin (wyp.) | 2015/16            | Ekstraklasa        | 16    | 3      | –            | –            | –      | –      | 16    | 3      |
| Zagłębie Lubin        | 2016/17            | Ekstraklasa        | 25    | 8      | 1            | 0            | 2      | 0      | 28    | 8      |
| Zagłębie Lubin        | 2017/18            | Ekstraklasa        | 24    | 6      | 1            | 0            | –      | –      | 25    | 6      |
| Zagłębie Lubin        | 2018/19            | Ekstraklasa        | 23    | 10     | 0            | 0            | –      | –      | 23    | 10     |
| Zagłębie Lubin        | 2019/20            | Ekstraklasa        | 37    | 8      | 3            | 1            | –      | –      | 40    | 9      |
| Zagłębie Lubin        | 2020/21            | Ekstraklasa        | 7     | 1      | 1            | 0            | –      | –      | 8     | 1      |
| Zagłębie Lubin        | Ogólnie            | Ogólnie            | 126   | 33     | 6            | 1            | 2      | 0      | 132   | 34     |
| Ogólnie w karierze    | Ogólnie w karierze | Ogólnie w karierze | 236   | 54     | 17           | 4            | 11     | 1      | 264   | 59     |

### Reprezentacyjne
| Reprezentacja | Rok     | Mecze | Bramki |
| ------------- | ------- | ----- | ------ |
| Polska U-21   |         |       |        |
| 2012          | 2       | 0     |        |
| Ogólnie       | Ogólnie | 2     | 0      |
| Polska        |         |       |        |
| 2014          | 1       | 0     |        |
| 2016          | 3       | 1     |        |
| Ogólnie       | Ogólnie | 4     | 1      |

| Mecze i gole w reprezentacji | Mecze i gole w reprezentacji | Mecze i gole w reprezentacji | Mecze i gole w reprezentacji | Mecze i gole w reprezentacji | Mecze i gole w reprezentacji | Mecze i gole w reprezentacji |
| Polska U-21                  | Polska U-21                  | Polska U-21                  | Polska U-21                  | Polska U-21                  | Polska U-21                  | Polska U-21                  |
| Lp.                          | Data                         | Miejsce                      | Przeciwnik                   | Gol                          | Wynik                        | Rozgrywki                    |
| ---------------------------- | ---------------------------- | ---------------------------- | ---------------------------- | ---------------------------- | ---------------------------- | ---------------------------- |
| 1.                           | 15.08.2012                   | Kozani, Grecja               | Grecja U-21                  |                              | 0:2                          | towarzyski                   |
| 2.                           | 10.09.2012                   | Gdynia, Polska               | Portugalia U-21              |                              | 0:0                          | el. ME U-21 2013             |
| Polska                       |                              |                              |                              |                              |                              |                              |
| Lp.                          | Data                         | Miejsce                      | Przeciwnik                   | Gol                          | Wynik                        | Rozgrywki                    |
| 1.                           | 07.09.2014                   | Faro, Portugalia             | Gibraltar                    |                              | 7:0                          | el. ME 2016                  |
| 2.                           | 26.03.2016                   | Wrocław, Polska              | Finlandia                    | Gol                          | 5:0                          | towarzyski                   |
| 3.                           | 06.06.2016                   | Kraków, Polska               | Litwa                        |                              | 0:0                          | towarzyski                   |
| 4.                           | 21.06.2016                   | Marsylia, Francja            | Ukraina                      |                              | 1:0                          | ME 2016                      |